# Ешлі Блумфілд
Сер Ешлі Робін Блумфілд (англ. Ashley Robin Bloomfield, березень 1966, Нейпір) — новозеландський лікар та державний службовець. Він обіймав посаду виконавчого директора міністерства охорони здоров'я та генерального директора служби охорони здоров'я країни з 2018 по 2022 рік. Він був фахівцем із громадської охорони здоров'я, який підтримував зв'язок із засобами масової інформації під час епідемії COVID-19 у Новій Зеландії від імені уряду з першої прес-конференції 27 січня 2020 року.

## Ранні роки життя і родина
Ешлі Блумфілд народився в Нейпірі в березні 1966 року, та був одним із трьох дітей Аллана Олафа Блумфілда та Мірейн Еліс Блумфілд (уроджена Осборн). Його мати була шкільною вчителькою, а його батько був підполковником у Королівському новозеландському піхотному полку (територіальні сили) і менеджером у «Mitsubishi Motors» у Поріруа, і був відзначений Орденом Британської імперії в новорічних відзнаках 1974 року. Ешлі Блумфілд виріс у передмісті Веллінгтона Тава, і здобув освіту в Шотландському коледжі, де він був головним префектом, дуксом, грав у регбі 1-го з 15, і був членом акторського складу коледжу в постановці «Оклахома!».
Блумфілд отримав ступінь бакалавра медицини і бакалавра хірургії в Університеті Окленда в 1990 році. Приблизно в той же час він одружився зі своєю дружиною Ліббі, також лікарем, і у пари народилося троє дітей.

## Кар'єра
Блумфілд кілька років займався клінічною роботою, та з 1996 року спеціалізувався на медицині громадського здоров'я, зосереджуючись на неінфекційних захворюваннях. У 1997 році він закінчив Університет Окленда зі ступенем магістра громадського здоров'я з відзнакою.
З 2004 по 2006 рік Блумфілд був виконувачем обов'язків директора відділу громадської охорони здоров'я міністерства охорони здоров'я. З 2006 по 2010 рік він був головним радником міністерства з громадської охорони здоров'я.
З кінця 2010 до кінця 2011 року, працюючи у Всесвітній організації охорони здоров'я в Женеві, Блумфілд займався профілактикою та контролем неінфекційних захворювань із глобальним фокусом. З 2012 по 2015 рік він обіймав керівні посади в низці районних рад охорони здоров'я. З 2015 по 2018 рік Блумфілд був виконавчим директором Окружної ради охорони здоров'я Гатт-Веллі. У першій половині 2018 року Блумфілд був відряджений до ради охорони здоров'я округу Кепітал-енд-Кост, де він був тимчасовим виконавчим директором. 11 червня 2018 року він став виконавчим директором міністерства охорони здоров'я країни та генеральним директором служби охорони здоров'я країни. Після того, як він обійняв посаду виконавчого директора міністерства, він відвідав програму лідерства в «Saïd Business School» при Оксфордському університеті.
Колеги описують Блумфілда як «розваженого, методичного, спокійного та розсудливого». Колишня журналістка Тесс Нікол, яка писала для американського онлайн-журналу «Slate», описала його як «сучасну одержимість Нової Зеландії, неймовірного серцеїда, м'якого героя охорони здоров'я». Колишній прем'єр-міністр Джеффрі Палмер зауважив про Блумфілда: «Пройшло багато часу з тих пір, як державний службовець став настільки відомим». Можливо, частково завдяки відносній ефективності заходів щодо COVID-19, вжитих урядом Нової Зеландії, виник культ Блумфілда. На честь Блумфілда були створені сторінки та товари у Facebook, і принаймні одна людина витатуювала його зображення на своєму тілі. Коли Блумфілд грав за запрошену команду «Сентуріонс» у матчі з регбі проти парламентської команди 2020 року, діти взяли на гру плакати, щоб підтримати його. Блумфілд обрав для матчу прізвисько «Елімінатор», в якому відкрив рахунок з першої спроби.
У листопаді 2020 року Блумфілд був названий одним із найкраще одягнених чоловіків у списку найкраще одягнених Девіда Гартнелла.
У серпні 2021 року Блумфілд вибачився перед спеціальним комітетом парламенту Нової Зеландії з питань охорони здоров'я за те, що надав їм невірну інформацію про працівника Організації Об'єднаних Націй з Фіджі, який пізніше дав позитивний результат на COVID-19.
На початку квітня 2022 року комісар з питань державної служби Пітер Г'юз оголосив, що Блумфілд залишить посаду генерального директора служби охорони здоров'я 29 липня 2022 року.
Наприкінці липня 2022 року Блумфілд наказав 14 територіальним органам влади, включаючи раду Окленда, окружну раду Гастінгса, окружну раду Нью-Плімута, окружну раду Роторуа-Лейкс, міську раду Тауранга, окружну раду Вайтакі, Крайньопівнічну окружну раду та окружну раду Вангареї, додати фтор до їх систем водопостачання. Ці місцеві органи влади мають від 6 місяців до 3 років, залежно від обставин, щоб забезпечити фторування своєї води. Він заявив, що цей захід збільшить кількість населення Нової Зеландії, яке отримує фторування води, з 51 % до 60 %.
Блумфілд ставе першим професором нового Інституту впливу публічної політики на факультеті медицини та наук про здоров'я Університету Окленда.

## Відзнаки та нагороди
Під час новорічного нагородження 2023 року Блумфілду було надано звання лицаря-компаньйона Новозеландського ордена за заслуги за заслуги в галузі охорони здоров'я.